# Список вулиць Києва (Н)
Це список вулиць міста Києва, назви яких починаються на літеру Н.
До списку входять усі урбаноніми Києва, що містяться в офіційному довіднику «Вулиці міста Києва», затвердженому 2015 року, а також у міській інформаційно-аналітичній системі забезпечення містобудівної діяльності (МІАС ЗМД) «Містобудівний кадастр Києва», довіднику «Вулиці Києва» 1995 року та атласі «Київ до кожного будинку». Назви вулиць, які відсутні в офіційному довіднику, подані курсивом. Проєктні вулиці, що мають код у кадастрі, але не мають назв, у списку не наведені.
У списку вулиці подані за алфавітом. Назви вулиць на честь людей відсортовані за прізвищем (якщо прізвище відсутнє — за іменем) і подаються у форматі Прізвище Ім'я і/або Посада. Якщо вулиця названа за цілісним псевдонімом, то сортування відбувається за першою літерою псевдоніма або імені, тобто Бориса Тена подано на літеру Б, Ганни Барвінок — на Г, Дзиґи Вертова — на Д, Івана Багряного — на І, Кузьми Скрябіна — на К, Лесі Українки — на Л, Марка Вовчка, Марка Черемшини, Миколи Хвильового і Мирослава Ірчана — на М, Олени Пчілки і Остапа Вишні — на О, Панаса Мирного — на П, Юрія Клена — на Ю, Якуба Коласа, Яна Райніса, Янки Купали і Януша Корчака — на Я. Вулиці, що мають, окрім назви, порядковий номер, відсортовані за власною назвою, наприклад 2-й Левадний провулок на літеру Л. Вулиця Радгосп «Совки» розміщена на літеру С, вулиця Міста Шалетт — на літеру Ш. Назви вулиць, що починаються на число (окрім вулиць, зазначених вище), записані словами і подані на відповідну літеру (Восьмого Березня, Першого Травня тощо).
Вулиці з назвами «Садова» (в тому числі «номерні») і лінії виділені в окремі списки.
Станом на 1 січня 2023 року в Києві 2833 урбаноніми, з них:
| - 2059 вулиць; - 533 провулки; - 77 ліній; - 59 площ і майданів; | - 32 проспекти; - 22 бульвари; - 15 узвозів; | - 12 проїздів; - 11 шосе; - 5 доріг; | - 3 алеї; - 3 набережних; - 2 тупики. |

Колір фону у списку залежить від типу урбаноніма.
Після списку існуючих вулиць наведено список зниклих вулиць (вулиць, які були ліквідовані або включені до інших вулиць протягом XX—XXI століть), а також список попередніх назв вулиць, починаючи з 1800 року. Назви перейменованих вулиць, що починаються на число (окрім вулиць, зазначених вище), записані словами і подані на відповідну літеру (Третього Інтернаціоналу, Дев'ятого Січня, Дванадцятого Грудня, Двадцять П'ятого Жовтня, Сорокаріччя Жовтня, П'ятдесятиріччя Жовтня, Шістдесятиріччя Жовтня тощо).

## Вулиці міста Києва
| Назва                  | Тип   | Колишні назви                                                                                 | Район                     | Місцевість                                                                 | Рік затв.         | Код об'єкта |
| ---------------------- | ----- | --------------------------------------------------------------------------------------------- | ------------------------- | -------------------------------------------------------------------------- | ----------------- | ----------- |
| Набережна              | вул.  |                                                                                               | Дарницький                | Бессарабочка                                                               |                   | 12027       |
| Набережна              | вул.  |                                                                                               | Дарницький                | Осокорки                                                                   |                   | 12211       |
| Набережна              | вул.  |                                                                                               | Солом'янський             | Жуляни                                                                     |                   | 11113       |
| Набережна 1-ша         | вул.  |                                                                                               | Дарницький                | Нижні сади                                                                 |                   | 12212       |
| Набережна 2-га         | вул.  |                                                                                               | Дарницький                | Нижні сади                                                                 |                   | 12213       |
| Набережна 3-тя         | вул.  |                                                                                               | Дарницький                | Нижні сади                                                                 |                   | 12214       |
| Набережна 4-та         | вул.  |                                                                                               | Дарницький                | Нижні сади                                                                 |                   | 12215       |
| Набережна 5-та         | вул.  |                                                                                               | Дарницький                | Нижні сади                                                                 |                   | 12216       |
| Набережна 6-та         | вул.  |                                                                                               | Дарницький                | Нижні сади                                                                 |                   | 12217       |
| Набережна 7-ма         | вул.  |                                                                                               | Дарницький                | Нижні сади                                                                 |                   | 12218       |
| Набережна 8-ма         | вул.  |                                                                                               | Дарницький                | Нижні сади                                                                 |                   | 12219       |
| Набережна 9-та         | вул.  |                                                                                               | Дарницький                | Нижні сади                                                                 |                   | 12220       |
| Набережна 10-та        | вул.  |                                                                                               | Дарницький                | Нижні сади                                                                 |                   | 12221       |
| Набережна 11-та        | вул.  |                                                                                               | Дарницький                | Нижні сади                                                                 |                   | 12222       |
| Набережна 12-та        | вул.  |                                                                                               | Дарницький                | Нижні сади                                                                 |                   | 12223       |
| Набережна 13-та        | вул.  |                                                                                               | Дарницький                | Нижні сади                                                                 |                   | 12224       |
| Набережна 14-та        | вул.  |                                                                                               | Дарницький                | Нижні сади                                                                 |                   | 12225       |
| Набережна 15-та        | вул.  |                                                                                               | Дарницький                | Нижні сади                                                                 |                   | 12226       |
| Набережне              | шосе  |                                                                                               | Печерський, Подільський   | Поділ, Берестове                                                           | XIX ст.           | 11114       |
| Набережний             | пров. |                                                                                               | Голосіївський             | Корчувате                                                                  | 1958              | 11115       |
| Набережно-Жилянська    | вул.  | Новожилянська (част.)                                                                         | Голосіївський             | Паньківщина                                                                | 1944              | 11116       |
| Набережно-Корчуватська | вул.  | Набережна                                                                                     | Голосіївський             | Корчувате                                                                  | 1958              | 11117       |
| Набережно-Лугова       | вул.  |                                                                                               | Подільський               | Поділ                                                                      | 1-ша пол. ХІХ ст. | 11118       |
| Набережно-Печерська    | дор.  | Набережно-Печерська вул. (част.)                                                              | Печерський, Голосіївський | Теличка                                                                    | 1950-ті           | 11119       |
| Набережно-Рибальська   | дор.  |                                                                                               | Оболонський, Подільський  | Рибальський острів                                                         | 1999              | 11120       |
| Набережно-Хрещатицька  | вул.  | Велика Хрещатицька, Хрещатик, Хрещатицька                                                     | Подільський               | Поділ                                                                      | 1869              | 11121       |
| Набоки Сергія          | площа |                                                                                               | Дніпровський              | Лівобережний масив                                                         | 2020              | —           |
| Навашина Академіка     | вул.  | Поперечна                                                                                     | Оболонський               | Вишгородський масив, Пріорка                                               | 1984              | 11122       |
| Наводницька            | площа | Наводницька, Героїв Великої Вітчизняної війни                                                 | Печерський                | Звіринець, Наводничі                                                       | 2022              | 10317       |
| Навої Алішера          | пр-т  | Миропільська вул. (част.)                                                                     | Дніпровський              | Воскресенка, Північно-Броварський масив                                    | 1968              | 11123       |
| Нагірна                | вул.  | Каркоця Петра                                                                                 | Шевченківський            | Татарка                                                                    | 1991              | 11124       |
| Нагірний               | пров. |                                                                                               | Шевченківський            | Татарка                                                                    | ХІХ ст.           | 11125       |
| Наддніпрянське         | шосе  | Шлях на Конча-Заспу, Мишоловська вул., пров. «Б»                                              | Голосіївський, Печерський | Видубичі, Теличка                                                          | 1952              | 11126       |
| Надії                  | вул.  |                                                                                               | Деснянський               | Троєщина                                                                   |                   | 12618       |
| Над'ярна               | вул.  | Нова 467-ма                                                                                   | Солом'янський             | Залізничний масив                                                          | 1944              | 11127       |
| Назарівська            | вул.  | Макарівська, Назарівська, Вєтрова                                                             | Шевченківський            | Паньківщина                                                                | 2014              | 10228       |
| Наливайка Северина     | вул.  | Проектна 12922                                                                                | Подільський               |                                                                            | 2018              | 12922       |
| Нарбута Георгія        | вул.  | Проектна 3                                                                                    | Подільський               | Біличе поле, Липинка                                                       | 2012              | 12028       |
| Нарбута Георгія        | пр-т  | Воскресенське шосе, бульвар Перова (частина), Північно-Броварський проспект, Визволителів     | Дніпровський              | Воскресенка, Північно-Броварський масив                                    | 2023              | 10233       |
| Народна                | вул.  |                                                                                               | Солом'янський             | Олександрівська слобідка                                                   | 1-ша чв. XX ст.   | 11128       |
| Народний               | пров. |                                                                                               | Солом'янський             | Олександрівська слобідка                                                   | 1-ша чв. XX ст.   | 11129       |
| Науки                  | пр-т  | Велика Китаївська вул. (част.)                                                                | Голосіївський             | Деміївка, Саперна слобідка, Добрий Шлях, Багринова гора, Мишоловка, Китаїв | 1969              | 11131       |
| Науменка Володимира    | вул.  | Проектна 12982                                                                                | Голосіївський             | Віта-Литовська                                                             | 2017              | 12982       |
| Наумова Генерала       | вул.  | Нова 386-та, Приладна                                                                         | Святошинський             | Новобіличі                                                                 | 1976              | 11132       |
| Наумовича Володимира   | вул.  | Фрунзе, Антонова-Овсієнка                                                                     | Святошинський             | Біличі                                                                     | 2016              | 10027       |
| Нахімова               | вул.  | Нова                                                                                          | Подільський               | Куренівка                                                                  | 1955              | 11133       |
| Національної Гвардії   | вул.  |                                                                                               | Деснянський               | Троєщина                                                                   |                   | 12127       |
| Незалежності           | м-н   | Козине болото, Хрещатицька, Думська, Радянська, Калініна, ім. 19 Вересня, Жовтневої революції | Шевченківський            | Старий Київ                                                                | 1991              | 11136       |
| Некрасова              | вул.  |                                                                                               | Деснянський               | Троєщина                                                                   | 1988              | 11137       |
| Некрасова Віктора      | вул.  | Північно-Сирецька                                                                             | Подільський               | Сирець                                                                     | 2022              | 11289       |
| Нектарна               | вул.  | Комсомольська                                                                                 | Дарницький                | Бортничі                                                                   | 2015              | 10734       |
| Немирича Юрія          | вул.  | Проєктна 12973                                                                                | Голосіївський             | Теремки                                                                    | 2019              | 12973       |
| Нестайка Всеволода     | вул.  | Мільчакова Олександра                                                                         | Дніпровський              | Микільська слобідка                                                        | 2016              | 11052       |
| Нестерова Петра        | вул.  | Нова                                                                                          | Шевченківський            | Шулявка                                                                    | 1958              | 11140       |
| Несторівський          | пров. | Семенівська вул., Піотровський, Нестеровський, Нестерівський                                  | Шевченківський            | Кудрявець                                                                  | 1855              | 11141       |
| Неходи Івана           | вул.  | Городній 2-й пров., Докучаєвський пров.                                                       | Солом'янський             | Солом'янка, Батиєва гора                                                   | 1965              | 11142       |
| Нечуя-Левицького       | вул.  | Нова 468-ма, Левицького                                                                       | Солом'янський             | Олександрівська слобідка                                                   | 1955              | 11143       |
| Нечуя-Левицького       | пров. |                                                                                               | Солом'янський             | Олександрівська слобідка                                                   |                   | 12029       |
| Нивська                | вул.  | Нивська, Невська                                                                              | Шевченківський            | Нивки                                                                      | 2018              | 11134       |
| Нивський               | пров. | Нивський, Невський                                                                            | Шевченківський            | Нивки                                                                      | 2021              | 11135       |
| Нижній Вал             | вул.  |                                                                                               | Дарницький                | Бортничі                                                                   | 1988              | 11145       |
| Нижній Вал             | вул.  | Кімівська                                                                                     | Подільський               | Поділ                                                                      | поч. XX ст.       | 11144       |
| Нижньоключова          | вул.  | Дашавська + Нижньоключова                                                                     | Солом'янський             | Караваєві дачі                                                             | 1958              | 11146       |
| Нижньоюрківська        | вул.  | Велика Юрківська                                                                              | Подільський               | Юрковиця                                                                   | ХІХ ст.           | 11147       |
| Нижньоюрківський       | пров. | Нова вул.                                                                                     | Подільський               | Юрковиця                                                                   | 1955              | 12030       |
| Низинна (Спокійна)     | вул.  |                                                                                               | Голосіївський             | Віта-Литовська                                                             | 1-ша пол. XX ст.  | 11592       |
| Ніжинська              | вул.  |                                                                                               | Солом'янський             | Караваєві дачі                                                             | поч. XX ст.       | 11148       |
| Ніковського Андрія     | вул.  | Проектна 12983                                                                                | Голосіївський             | Віта-Литовська                                                             | 2017              | 12983       |
| Ніколаєва Архітектора  | вул.  | Нова                                                                                          | Деснянський               | Вигурівщина-Троєщина                                                       | 1983              | 11149       |
| Нікопольська           | вул.  | Мишоловська                                                                                   | Голосіївський             | Деміївка                                                                   | 1952              | 11150       |
| Німанська              | вул.  |                                                                                               | Печерський                | Звіринець                                                                  | 1958              | 11151       |
| Німецька               | вул.  | Німецька, Погребальна, Тельмана                                                               | Голосіївський, Печерський | Нова Забудова                                                              | 2015              | 11664       |
| Ніщинського Петра      | вул.  | Нова 504-та, Ніщинського                                                                      | Солом'янський             | Першотравневий масив                                                       | 1961              | 11152       |
| Нова 1-ша              | вул.  |                                                                                               | Подільський               | Берковець                                                                  |                   | 12483       |
| Нова 2-га              | вул.  |                                                                                               | Подільський               | Берковець                                                                  |                   | 12484       |
| Нова 3-тя              | вул.  |                                                                                               | Подільський               | Берковець                                                                  |                   | 12485       |
| Нова 4-та              | вул.  |                                                                                               | Подільський               | Берковець                                                                  |                   | 12482       |
| Новаторів              | вул.  | Нова 309-та                                                                                   | Дніпровський              | Ліски                                                                      | 1953              | 11153       |
| Новаторів              | пров. | Нова 314-та вул.                                                                              | Дніпровський              | Ліски                                                                      | 1953              | 11154       |
| Новгород-Сіверська     | вул.  | Стрітенська, Новгородська                                                                     | Солом'янський             | Чоколівка                                                                  | 2022              | 11155       |
| Нововокзальна          | вул.  |                                                                                               | Солом'янський             | Батиєва гора                                                               | 1910              | 11157       |
| Новогоспітальна        | вул.  | Щорса пров.                                                                                   | Печерський                | Черепанова гора                                                            | 2015              | 11926       |
| Ново-Дарницька         | вул.  | Бош Євгенії                                                                                   | Дарницький                | Нова Дарниця                                                               | 1938              | 11158       |
| Новодачний             | пров. |                                                                                               | Солом'янський             | Олександрівська слобідка                                                   | поч. XX ст.       | 12032       |
| Новозабарська          | вул.  |                                                                                               | Оболонський               | Пріорка                                                                    | 2-га пол. ХІХ ст. | 11159       |
| Новокодацька           | вул.  | Петрівська + Шевченка, Дніпропетровська                                                       | Солом'янський             | Чоколівка                                                                  | 2017              | 10446       |
| Ново-Корчуватська      | вул.  | Нова 10-та                                                                                    | Голосіївський             | Мишоловка                                                                  | 1944              | 11160       |
| Новокостянтинівська    | вул.  |                                                                                               | Оболонський, Подільський  | Куренівка                                                                  | 1958              | 11161       |
| Новомакарівська        | вул.  |                                                                                               | Шевченківський            | Реп'яхів яр                                                                | ХІХ ст.           | 11162       |
| Новомостицька          | вул.  |                                                                                               | Подільський               | Мостицький масив                                                           | 1980              | 11164       |
| Новонаводницький       | пров. |                                                                                               | Печерський                | Звіринець                                                                  | 1958              | 11165       |
| Новонародний           | пров. |                                                                                               | Солом'янський             | Олександрівська слобідка                                                   | 1944              | 11166       |
| Новопечерський         | пров. |                                                                                               | Печерський                | Саперне поле                                                               | 1920              | 11167       |
| Новопирогівська        | вул.  |                                                                                               | Голосіївський             | Корчувате                                                                  | 1-ша пол. XX ст.  | 11168       |
| Новопольова            | вул.  | Нова 67-ма                                                                                    | Солом'янський             | Новокараваєві дачі                                                         | 1944              | 11169       |
| Новорічна              | вул.  |                                                                                               | Солом'янський             | Жуляни                                                                     | 2015              | 12689       |
| Новоселицька           | вул.  | Нова 249-та                                                                                   | Печерський                | Звіринець, Бусове поле                                                     | 1944              | 11173       |
| Новоселицький          | пров. | Нова вул.                                                                                     | Печерський                | Звіринець, Бусове поле                                                     | 1955              | 11172       |
| Новосельського Антоні  | вул.  | Проектна 13003                                                                                | Святошинський             |                                                                            | 2018              | 13003       |
| Новоукраїнська         | вул.  | Нова                                                                                          | Шевченківський            | Волейків                                                                   | 1948              | 11174       |
| Носова Миколи          | вул.  | Проектна 13004                                                                                | Святошинський             |                                                                            | 2018              | 13004       |

## Зниклі вулиці
| Назва                 | Тип   | Район          | Місцевість               | Рік зникнення | Примітка |
| --------------------- | ----- | -------------- | ------------------------ | ------------- | --- |
| Набережна             | вул.  | Ленінградський | с. Микільська Борщагівка | 1980-ті       | |
| Набережна             | вул.  | Подільський    | Труханів острів          | 1943          | |
| Набережно-Лівобережна | вул.  | Дніпровський   | Микільська слобідка      | 1978          | |
| Навальна              | вул.  | Дарницький     | с. Осокорки              | 1980-ті       | |
| Нагірний              | тупик | Шевченківський | Татарка                  | 1980-ті       | до 1952 року — Репінський провулок, до 1944 року — провулок Репіна, до 1939 року — частина Якубенківського провулку |
| Наливайківська        | вул.  | Московський    | Деміївка                 | 1981          | |
| Нарбута Георгія       | вул.  | Ленінградський | Біличі                   | 1980-ті       | до 1969 року — провулок Горького, Обухівський провулок                                                              |
| Нарвська              | вул.  | Дарницький     | Село Шевченка            | 1980-ті       | до 1953 року — 40-ва Нова                                                                                           |
| Нарвський             | пров. | Дарницький     | Село Шевченка            | 1980-ті       | до 1955 року — 52-га Нова вулиця                                                                                    |
| Наталівський          | пров. | Жовтневий      | Караваєві дачі           | 1980-ті       | |
| Невельська            | вул.  | Подільський    | Пріорка                  | 1980-ті       | до 1953 року — 714-та Нова                                                                                          |
| Невельський           | пров. | Подільський    | Пріорка                  | 1980-ті       | до 1955 року — Вишгородська (бічна) вулиця, Вишгородський провулок та 708-ма Нова вулиця (част.)                    |
| Нестора Літописця     | вул.  | Печерський     | Звіринець                | 1970-ті       | до 1974 року — Запечерно-Лабораторна, тепер територія Печерського парку                                             |
| Нефедова Петра        | вул.  | Ленінградський | с. Микільська Борщагівка | 1980-ті       | до 1974 року — Будьонного                                                                                           |
| Нефедова Петра        | пров. | Ленінградський | с. Микільська Борщагівка | 1980-ті       | до 1974 року — Будьонного                                                                                           |
| Нечая Данила          | вул.  | Московський    | Деміївка                 | 1981          | до 1957 року — Нечаївська, до 1955 року — Вознесенська                                                              |
| Ніжинський            | пров. | Жовтневий      | Караваєві дачі           | 1978          | до 1955 року — Нова вул.                                                                                            |
| Новикова-Прибоя       | вул.  | Жовтневий      | Святошин                 | 1977          | до 1955 року — 258-ма Нова                                                                                          |
| Новоголосіївська      | вул.  | Московський    | Мишоловка                | 1980-ті       | приєднана до Закарпатської вулиці                                                                                   |
| Ново-Кузьминська      | вул.  | Шевченківський | Волейків                 | 1961          | |
| Новонаводницька       | вул.  | Печерський     | Звіринець                | 1981          | приєднана до вулиці Січневого повстання                                                                             |
| Новоозерна            | вул.  | Московський    | Совки                    | 1977          | до 1944 року — 36-та Нова                                                                                           |
| Новопіщаний           | пров. | Радянський     | Шулявка                  | 1971          | |
| Новопортова           | вул.  | Дарницький     | с. Осокорки              | 1980-ті       | назва — з 1961 року                                                                                                 |
| Новопостова           | вул.  | Жовтневий      | Новокараваєві дачі       | 1977          | до 1955 року — Нова                                                                                                 |
| Новопрозорівська      | вул.  | Московський    | Нова Забудова            | 1980-ті       | у 1938–1944 роках — вулиця Марини Раскової, тепер промзона                                                          |
| Новотабірна           | вул.  | Жовтневий      | Шулявка                  | 1977          | у 1963—1964 роках — вулиця Євгенії Бош. Нині — промзона                                                             |
| Новотарасівський      | пров. | Залізничний    | Паньківщина              | 1977          | |
| Новочеркаський        | пров. | Жовтневий      | Караваєві дачі           | 1980-ті       | до 1955 року — Нова вул.                                                                                            |

## Перейменовані вулиці
| Стара назва           | Нова назва                 | Район                            | Дата перейменування | Сучасна назва                     |
| --------------------- | -------------------------- | -------------------------------- | ------------------- | --------------------------------- |
| Наневська             | Грабовського Павла         | Кагановичський                   | 1952                | Грабовського Павла                |
| Народного ополчення   | Святослава Хороброго       | Солом'янський                    | 2021                | Святослава Хороброго              |
| Нахімова              | Квартальна                 | Деснянський                      | 2022                | Квартальна                        |
| Невська               | Нивська                    | Шевченківський                   | 2018                | Нивська                           |
| Невський пров.        | Нивський пров.             | Шевченківський                   | 2021                | Нивський пров.                    |
| Незаселений пров.     | Петропавлівський пров.     |                                  | 1910-ті             | Гайдамацький пров.                |
| Некрасівська          | Драча Івана                | Шевченківський                   | 2022                | Драча Івана                       |
| Некрасовська 2-га     | Волзька                    | Кагановичський                   | 1955                | Гайдамацька                       |
| Немировича-Данченка   | Мала Шияновська            | Печерський                       | 2023                | Мала Шияновська                   |
| Нероновича            | Воровського                | Молотовський, Сталінський        | 1937, 1944          | Бульварно-Кудрявська              |
| Нестерова             | Багратіона                 | Залізничний                      | 1955                | Левіна Максима                    |
| Нова                  | Автоматна                  | Московський                      | 1958                | ліквідована                       |
| Нова                  | Автопаркова                | Дарницький                       | 1985                | Автопаркова                       |
| Нова                  | Агротехніків               | Московський                      | 1977                | ліквідована                       |
| Нова                  | Аляб'єва                   | Подільський                      | 1957                | Гулаків-Артемовських              |
| Нова                  | Бабушкіна пров.            | Жовтневий                        | 1955                | Сеньківський пров.                |
| Нова                  | Бакуніна                   | Жовтневий                        | 1957                | Бакуніна                          |
| Нова                  | Балтійська                 | Мінський                         | 1980-ті             | ліквідована                       |
| Нова                  | Барвінковий пров.          | Подільський                      | 1955                | ліквідований                      |
| Нова                  | Батумська                  | Кагановичський                   | 1955                | Батумська                         |
| Нова                  | Бауманський пров.          | Жовтневий                        | 1955                | Фузиків пров.                     |
| Нова                  | Безводна                   | Кагановичський                   | 1944                | ліквідована                       |
| Нова                  | Береговий пров.            | Дарницький                       | 1955                | ліквідований                      |
| Нова                  | Берестецький пров.         | Подільський                      | 1955                | ліквідований                      |
| Нова                  | Беретті Вікентія           | Дніпровський                     | 1983                | Беретті Вікентія                  |
| Нова                  | Берковецька                | Ленінградський                   | 1980                | Берковецька                       |
| Нова                  | Блакитного                 | Кагановичський                   | 1957                | Еллана-Блакитного                 |
| Нова                  | Богатирська                | Подільський                      | 1966                | Богатирська                       |
| Нова                  | Богушевська                | Дарницький                       | 1957                | ліквідована                       |
| Нова                  | Богушевський пров.         | Дарницький                       | 1957                | ліквідований                      |
| Нова                  | Брестський пров.           | Подільський                      | 1955                | ліквідований                      |
| Нова                  | Брянська                   | Залізничний                      | 1955                | Богодухівська                     |
| Нова                  | Будищанська                | Ватутінський                     | 1991                | Будищанська                       |
| Нова                  | Будіндустрії               | Печерський                       | 1958                | Будіндустрії                      |
| Нова                  | Бузкова                    | Дарницький                       | 1957                | ліквідована                       |
| Нова                  | Булаховського Академіка    | Жовтневий                        | 1965                | Булаховського Академіка           |
| Нова (бувш. вул. Роз) | Булгакова                  | Ленінградський                   | 1981                | Булгакова                         |
| Нова                  | Вербицького Архітектора    | Дарницький                       | 1983                | Вербицького Архітектора           |
| Нова                  | Верещагіна                 | Подільський                      | 1957                | Верещагіна                        |
| Нова                  | Верховинця Василя          | Жовтневий                        | 1968                | Верховинця Василя                 |
| Нова                  | Вершигори Петра            | Дніпровський                     | 1982                | Вершигори Петра                   |
| Нова                  | Відпочинку                 | Жовтневий                        | 1957                | Відпочинку                        |
| Нова                  | Волкова Космонавта         | Дніпровський                     | 1971                | Поповича Космонавта               |
| Нова                  | Гагаріна                   | Жовтневий                        | 1961                | Біляшівського Академіка           |
| Нова                  | Городнянська               | Жовтневий                        | 1957                | Білецького Академіка              |
| Нова                  | Григоровича-Барського      | Ленінградський                   | 1981                | Григоровича-Барського             |
| Нова                  | Декабристів пр-т           | Дарницький                       | 1983                | Бажана Миколи пр-т                |
| Нова                  | Каспійська                 | Дніпровський                     | 1978                | ліквідована                       |
| Нова (бувш. Часова)   | Жолудєва                   | Ленінградський                   | 1981                | Махова Олександра                 |
| Нова                  | Курнатовського             | Дарницький                       | 1957                | Дашкевича Остафія                 |
| Нова                  | Микільсько-Слобідська      | Дніпровський                     | 1978                | Микільсько-Слобідська             |
| Нова                  | Набережна Лівобережна      | Дніпровський                     | 1978                | ліквідована                       |
| Нова                  | Нивський пров.             | Жовтневий                        | 1955                | Нивський пров.                    |
| Нова                  | Новомосковський пров.      | Дарницький                       | 1955                | Бутлерова Академіка               |
| Нова                  | Симиренка                  | Ленінградський                   | 1981                | Симиренка                         |
| Нова                  | Слуцька                    | Жовтневий                        | 1957                | Авторемонтна                      |
| Нова                  | Косова Сильвестра          | Солом'янський                    | 2019                | Косова Сильвестра                 |
| Нова                  | Тверський тупик            | Кагановичський                   | 1955                | Фортечний тупик                   |
| Нова Д                | Бортницька                 | Дарницький                       | 1955                | Бортницька                        |
| Нова пл.              | Волгоградська пл.          | Дніпровський                     | 1969                | Конотопської битви пл.            |
| Нова 1-ша             | Бойченка Олександра        | Дарницький                       | 1964                | Солов'яненка Анатолія             |
| Нова 1-ша             | Вакуленчука пров.          | Дарницький                       | 1955                | Вакуленчука пров.                 |
| Нова 1-ша             | Вешенський пров.           | Дарницький                       | 1957                | Вешенський пров.                  |
| Нова 3-тя             | Биківнянська               | Дарницький                       | 1957                | Биківнянська                      |
| Нова 3-тя             | Бобруйський пров.          | Подільський                      | 1955                | Бобруйський пров.                 |
| Нова 4-та             | Биківнянський пров.        | Дарницький                       | 1957                | Биківнянський пров.               |
| Нова 4-та             | Вишняківська               | Харківський                      | 1993                | Вишняківська                      |
| Нова 5-та             | Бальзака Оноре де          | Дніпровський                     | 1983                | Бальзака Оноре де                 |
| Нова 5-та             | Вирлицька                  | Харківський                      | 1993                | Вирлицька                         |
| Нова 8-ма             | Військова                  | Кагановичський                   | 1944                | Військова                         |
| Нова 9-та             | Буковинська                | Кагановичський                   | 1944                | Буковинська                       |
| Нова 39-та            | Весняна                    | Кагановичський                   | 1944                | Весняна                           |
| Нова 40-ва            | Армійська                  | Кагановичський                   | 1944                | Армійська                         |
| Нова 48-ма            | Брацлавська                | Дарницький                       | 1955                | Брацлавська                       |
| Нова 113-та           | Бурденка пров.             | Подільський                      | 1955                | Могилів-Подільський пров.         |
| Нова 120-та           | Вітчизняна                 | Петрівський                      | 1944                | Опільська                         |
| Нова 133-тя           | Новоніжинська              | Жовтневий                        | 1944                | Відрадний пр-т                    |
| Нова 153-тя           | Архангельська              | Кагановичський                   | 1953                | Боровиченко Марії                 |
| Нова 226-та           | Пущеводицький пров.        | Петрівський                      | 1944                | Аральська вул. (ліквідована)      |
| Нова 233-тя           | Боровий пров.              | Дарницький                       | 1955                | Боровий пров.                     |
| Нова 240-ва           | Вірменська                 | Дарницький                       | 1953                | Вірменська                        |
| Нова 241-ша           | Вірменський пров.          | Дарницький                       | 1953                | Вірменський пров.                 |
| Нова 248-ма           | Буслівська                 | Печерський                       | 1944                | Буслівська                        |
| Нова 250-та           | Ціолковського              | Кагановичський                   | 1953                | Астрономічна                      |
| Нова 293-тя           | Баштанна                   | Петрівський                      | 1944                | ліквідована                       |
| Нова 300-та           | Бобровицький пров.         | Дарницький                       | 1961                | ліквідований                      |
| Нова 311-та           | Бакинських комісарів       | Дарницький                       | 1953                | Азербайджанська                   |
| Нова 312-та           | Бакинських комісарів пров. | Дарницький                       | 1953                | Сухенка Василя                    |
| Нова 331-ша           | Ново-Народня               | Залізничний                      | 1944                | Лукаша Миколи                     |
| Нова 348-ма           | Барвінкова                 | Петрівський                      | 1944                | ліквідована                       |
| Нова 366-та           | Бойова                     | Кагановичський                   | 1944                | Бойова                            |
| Нова 371-ша           | Барвиста                   | Кагановичський                   | 1944                | ліквідована                       |
| Нова 402-га           | Бахмацька                  | Жовтневий                        | 1953                | Бахмацька                         |
| Нова 403-тя           | Брусилівська               | Жовтневий                        | 1953                | Брусилівська                      |
| Нова 408-ма           | Борова                     | Дарницький                       | 1953                | Борова                            |
| Нова 428-ма           | Похила                     | Жовтневий                        | 1944                | Бориславська                      |
| Нова 431-ша           | Бобринецька                | Дарницький                       | 1953                | Бобринецька                       |
| Нова 441-ша           | Бугорна                    | Петрівський                      | 1944                | Бугорна                           |
| Нова 444-та           | Бугорний пров.             | Петрівський                      | 1944                | Бугорний пров.                    |
| Нова 445-та           | Верболозна                 | Петрівський                      | 1944                | Верболозна                        |
| Нова 454-та           | Водогінна                  | Кагановичський                   | 1944                | Водогінна                         |
| Нова 477-ма           | Азовська                   | Залізничний                      | 1953                | Азовська                          |
| Нова 493-тя           | Бородинська, Бородіно      | Залізничний                      | 1953, уточн. — 1955 | Бородіна Олександра (ліквідована) |
| Нова 601-ша           | Волго-Донська              | Дарницький                       | 1953                | Волго-Донська                     |
| Нова 613-та           | Астраханський пров.        | Дарницький                       | 1953                | Ярополка Святославича Князя пров. |
| Нова 620-та           | Волховський пров.          | Дарницький                       | 1955                | Томаківський пров.                |
| Нова 621-ша           | Волховська                 | Дарницький                       | 1953                | Енергодарська                     |
| Нова 640-ва           | Вільнюська                 | Дарницький                       | 1953                | Вільнюська                        |
| Нова 644-та           | Волго-Донський пров.       | Дарницький                       | 1953                | Волго-Донський пров.              |
| Нова 651-ша           | Ольшанський пров.          | Печерський                       | 1953                | Вільшанський пров.                |
| Нова 708-ма           | Агротехніків               | Подільський                      | 1953                | ліквідована                       |
| Нова 709-та           | Веселковий пров.           | Подільський                      | 1953                | Веселковий пров.                  |
| Нова 717-та           | Брестська                  | Подільський                      | 1953                | Скорини Франциска                 |
| Нова 719-та           | Бестужева                  | Подільський                      | 1950-ті             | Гамаліївська                      |
| Нова 720-та           | Водників                   | Подільський                      | 1953                | Світязька                         |
| Нова 758-ма           | Батумський пров.           |                                  | 1950-ті             | ліквідований                      |
| Нова 767-ма           | Підводників                | Кагановичський                   | 1955                | Маричанська                       |
| Нова 770-та           | Амурська                   | Кагановичський                   | 1953                | Книшова Академіка                 |
| Нова 777-ма           | Байкальська                | Кагановичський                   | 1953                | Мелітопольська                    |
| Нова 801-ша           | Будівельників              | Дарницький                       | 1955                | Будівельників                     |
| Нова 804-та           | Винахідників               | Дарницький                       | 1953                | Винахідників                      |
| Нова 805-та           | Винахідників пров.         | Дарницький                       | 1953                | Винахідників пров.                |
| Нова 817-та           | Вавілова                   | Подільський                      | 1955                | Вавилових                         |
| Нова 818-та           | Бобринецький пров.         | Дарницький                       | 1953                | Бобринецький пров.                |
| Нова 819-та           | Бобринецька                | Дарницький                       | 1953                | Бобринецька                       |
| Нова 836-та           | Броварський пров.          | Дарницький                       | 1953                | Броварський пров.                 |
| Нова 842-га           | Бортницький пров.          | Дарницький                       | 1953                | Бортницький пров.                 |
| Нова 845-та           | Барвиста                   | Жовтневий                        | 1955                | Чобану Степана                    |
| Нова 856-та           | Кременецька                | Жовтневий                        | 1953                | Авіаконструкторська               |
| Нова 864-та           | Балакліївська              | Жовтневий                        | 1953                | Балакліївська                     |
| Нова 865-та           | Бауманська                 | Жовтневий                        | 1953                | Януша Корчака                     |
| Нова 867-ма           | Бабушкіна                  | Жовтневий                        | 1953                | Безручка Марка                    |
| Нова 868-ма           | Уссурійська                | Жовтневий                        | 1955                | Зеленого Клину                    |
| Нова 882-га           | Армавірська                | Жовтневий                        | 1953                | Берлинського Максима              |
| Нова 885-та           | Тираспольське шосе         |                                  | 1950-ті             | Сальського Володимира             |
| Нова 887-ма           | Бердянський пров.          | Подільський                      | 1955                | Бердянський пров.                 |
| Нова 888-ма           | Бердянська                 | Подільський                      | 1955                | Бердянська                        |
| Нова 892-га           | Автозаводська              | Подільський                      | 1953                | Автозаводська                     |
| Нова 896-та           | Берестецька                | Подільський                      | 1953                | Берестецька                       |
| Нова 911-та вулиця    | Будівельників пров.        | Дарницький                       | 1955                | Будівельників пров.               |
| Нова XXIV             | Віскозна                   | Дарницький                       | 1957                | Віскозна                          |
| Нова XXXVIII          | Ващенка Григорія           | Дарницький                       | 2011                | Ващенка Григорія                  |
| Новгородська          | Новгород-Сіверська         | Солом'янський                    | 2022                | Новгород-Сіверська                |
| Новий пров.           | Автомобільний пров.        | Жовтневий (пізніше — Радянський) | 1958, 1977          | ліквідований                      |
| Новий пр-т            | Ватутіна Генерала          | Дніпровський                     | 1975                | Шухевича Романа                   |
| Новикова-Прибоя       | Жиленко Ірини              | Оболонський                      | 2022                | Жиленко Ірини                     |
| Нововолодимирська     | Шовкуненка Олексія         | Московський                      | 1976                | ліквідована                       |
| Новогоспітальна       | Щорса                      | Печерський                       | 1961                | Євгена Коновальця                 |
| Новожилянська         | Еренбурга Іллі             | Залізничний                      | 1976                | Лобанової Лілії                   |
| Новокиївська          | Пестеля Павла              | Радянський                       | 1976                | Скомороська                       |
| Новомічурінська       | Ґедиміновичів Князів       | Солом'янський                    | 2022                | Ґедиміновичів Князів              |
| Новомосковська        | Усенка Павла               | Дніпровський                     | 1976                | Усенка Павла                      |
| Новомосковський пров. | Бутлерова Академіка вул.   | Дарницький                       | 1963                | Бутлерова Академіка               |
| Ново-Народна          | Скрипника Миколи           | Залізничний                      | 1964                | Лукаша Миколи                     |
| Новоніжинська         | Чубаря пр-т                | Жовтневий                        | 1961                | Відрадний пр-т                    |
| Новопавлівська        | Коцюбинського Юрія         | Шевченківський                   | 1961                | Винниченка Володимира             |
| Новоросійська         | Опришківська               | Дніпровський                     | 2018                | Опришківська                      |
| Новоросійська пл.     | Чернігівська пл.           | Деснянський, Дніпровський        | 2018                | Чернігівська пл.                  |
| Новотарасівська       | Яна Василя                 | Залізничний                      | 1976                | Яна Василя                        |
| Новотверська          | Лумумби Патріса            | Печерський                       | 1961                | Іоанна Павла II                   |
|                       |                            |                                  |                     |                                   |
|                       |                            |                                  |                     |                                   |
|                       |                            |                                  |                     |                                   |
|                       |                            |                                  |                     |                                   |